# Antonio Casares Rodríguez
Antonio Casares Rodríguez, (Monforte de Lemos, 28 de abril de 1812 - Santiago de Compostela, 12 de abril de 1888) fue un químico y farmacéutico español.

## Biografía
Científico e investigador en los más diversos campos, docente reputado, escritor y traductor de libros científicos de gran importancia y repercusión, divulgador, decano, rector, ciudadano comprometido con su tierra. Desarrolló su intensa vida científica y académica en Galicia. 
Catedrático de Química Inorgánica y representante de la Real Sociedad Española de Física y Química, fue junto Cajal, Echegaray, Carracido y algunos otros, uno de los pilares científicos de la generación del 98. Fue el primer titular de la Cátedra de Química en la Facultad de Medicina de la Universidad de Santiago de Compostela, la cual ocupó a raíz de su creación del plan de estudios de 1845, hasta su muerte en 1888. Su "Tratado de Química General "fue muy utilizado como libro de texto en España y otros países. Además de químico y farmacéutico fue profesor de Historia Natural y estuvo encargado de la estación meteorológica de Santiago de Compostela. Ciudad en la que fue farmacéutico y en la que contaba con un interesante laboratorio. Fue pionero en España en la obtención de la electricidad mediante un arco voltaico. Recibió homenajes en la misma Academia de Ciencias de París. Descubrió la presencia de ciertos metales en las aguas minerales de Galicia. En 1866 aparece su Tratado práctico de análisis químico de las aguas minerales y potables. Realizó investigación aplicada a la industria, a la agricultura y a la medicina y estudio de los métodos de análisis, del que es uno de los iniciadores en España. Además, fue uno de los iniciadores de la espectroscopia peninsular. Uno de sus hijos fue José Casares Gil, catedrático de análisis químico en la facultad de farmacia de Madrid.